# لينكولن تشيس
لينكولن تشيس (بالإنجليزية: Lincoln Chase)‏ هو كاتب أغاني أمريكي، ولد في 29 يونيو 1926 في الولايات المتحدة، وتوفي في 6 أكتوبر 1980.

## وصلات خارجية
- لينكولن تشيس على موقع ميوزك برينز (الإنجليزية)
- لينكولن تشيس على موقع أول ميوزيك (الإنجليزية)
- لينكولن تشيس على موقع ديسكوغز (الإنجليزية)